# Redemptor Hominis
Redemptor Hominis (Latijn voor: De Verlosser van de Mensen) is de eerste encycliek van paus Johannes Paulus II en verscheen op 4 maart 1979.
Deze encycliek gaat nader in op Christus als centrum van de Kerk en uitgangspunt van de theologie en is tevens het eerste deel van een trilogie over de Heilige Drie-eenheid : Redemptor Hominis werd immers later gevolgd door Dives in Misericordia (1980, over de vergevende liefde van God de Vader) en Dominum et Vivificantem (1986, over de rol van de Heilige Geest).